# Пірс (Небраска)
Пірс (англ. Pierce) — місто (англ. city) в США, в окрузі Пієрс штату Небраска. Населення — 1845 осіб (2020).

## Географія
Пірс розташований за координатами 42°11′57″ пн. ш. 97°31′41″ зх. д. / 42.19917° пн. ш. 97.52806° зх. д. (42.199274, -97.527952).  За даними Бюро перепису населення США в 2010 році місто мало площу 2,40 км², з яких 2,35 км² — суходіл та 0,06 км² — водойми.

## Демографія
Згідно з переписом 2010 року, у місті мешкало 1767 осіб у 706 домогосподарствах у складі 479 родин. Густота населення становила 736 осіб/км².  Було 747 помешкань (311/км²).
Расовий склад населення:
| - 98,9 % — білих - 0,3 % — корінних американців - 0,2 % — азіатів |

До двох чи більше рас належало 0,5 %. Частка іспаномовних становила 1,2 % від усіх жителів.
За віковим діапазоном населення розподілялося таким чином: 26,0 % — особи молодші 18 років, 55,2 % — особи у віці 18—64 років, 18,8 % — особи у віці 65 років та старші. Медіана віку мешканця становила 40,2 року. На 100 осіб жіночої статі у місті припадало 99,2 чоловіків;  на 100 жінок у віці від 18 років та старших — 93,1 чоловіків також старших 18 років.
Середній дохід на одне домашнє господарство  становив 64 890 доларів США (медіана — 56 080), а середній дохід на одну сім'ю — 73 596 доларів (медіана — 62 639). Медіана доходів становила 49 545 доларів для чоловіків та 31 944 долари для жінок. За межею бідності перебувало 6,2 % осіб, у тому числі 3,1 % дітей у віці до 18 років та 15,1 % осіб у віці 65 років та старших.
Цивільне працевлаштоване населення становило 962 особи. Основні галузі зайнятості: освіта, охорона здоров'я та соціальна допомога — 28,4 %, виробництво — 14,4 %, роздрібна торгівля — 10,8 %.